# Candidats du Parti communiste du Canada aux élections fédérales de 2021
 (août 2021).
Voici la liste des candidats du Parti communiste du Canada aux élections fédérales de 2021 par circonscription et province.
Les candidats obtiennent, en cumulé, 4700 voix soit 0,03% des suffrages. Aucun candidat du Parti communiste n'est élu.

## Alberta
Jonathan Trautman, candidat dans la circonscription de Calgary Forest Lawn, s'y était présenté en 2019. Alex Boykowich, candidat dans la circonscription d'Edmonton Griesbach, s'y était présenté en 2019. Naomi Rankin, candidate dans Edmonton Mill Woods, elle est la cheffe du Parti communiste de l'Alberta et une éternelle candidate depuis 1982 (elle était candidate dans Edmonton Stratchona en 2019).
| Circonscription     | Candidat(e)       | Votes | % | Rang |
| ------------------- | ----------------- | ----- | - | ---- |
| Calgary Forest Lawn | Jonathan Trautman |       |   |      |
| Edmonton Griesbach  | Alex Boykowich    |       |   |      |
| Edmonton Mill Woods | Naomi Rankin      |       |   |      |

## Colombie-Britannique
Tyson Riel Strandlund, candidat dans la circonscription d'Esquimalt—Saanich—Sooke, y était candidat en 2019 et en 2015, il est aussi le cofondateur de The Olive Tree Group. Kimball Cariou, candidat dans Vancouver Kingsway, a été candidat dans cette circonscription en 2019, 2015, 2011, 2008 et 2006, et dans Vancouver-Centre en 2004 et en 2000, ainsi que candidat indépendant dans Vancouver-Est en 1997 .
| Circonscription         | Candidat(e)           | Votes | % | Rang |
| ----------------------- | --------------------- | ----- | - | ---- |
| Esquimalt—Saanich—Sooke | Tyson Riel Strandlund |       |   |      |
| Saanich—Gulf Islands    | Dock Currie           |       |   |      |
| Surrey-Centre           | Ryan Abbott           |       |   |      |
| Vancouver-Est           | Natasha Hale          |       |   |      |
| Vancouver Kingsway      | Kimball Cariou        |       |   |      |
| Victoria                | Janis Zroback         |       |   |      |

## Manitoba
| Circonscription     | Candidat(e)   | Votes | % | Rang |
| ------------------- | ------------- | ----- | - | ---- |
| Winnipeg-Nord       | Robert Crooks |       |   |      |
| Winnipeg-Centre-Sud | Cam Scott     |       |   |      |

## Nouveau-Brunswick
| Circonscription | Candidat(e)    | Votes | % | Rang |
| --------------- | -------------- | ----- | - | ---- |
| Frédéricton     | June Patterson |       |   |      |

## Nouvelle-Écosse
Chris Fraser, candidat dans Nova-Centre, est un ancien chef de la Ligue de la jeunesse communiste du Canada et professeur à l'Université Saint-Francis-Xavier. Il a été candidat dans Don Valley-Ouest aux élections fédérales de 1988, dans York-Est aux élections ontariennes de 1987 et dans Nova-Centre aux élections fédérales de 2019.
| Circonscription | Candidat(e)    | Votes | % | Rang |
| --------------- | -------------- | ----- | - | ---- |
| Nova-Centre     | Chris Frazer   |       |   |      |
| Halifax         | Katie Campbell |       |   |      |

## Ontario
Larry Wasslen, candidat dans Ottawa-Sud, s'est présenté dans cette circonscription en 2015 et en 2019. Alykhan Pabani, candidat dans Parkdale—High Park, s'est présenté dans cette circonscription en 2019. Ivan Byard, candidat dans Toronto—Centre, s'est présenté dans Toronto—Danforth en 2019, il était candidat aux élections ontariennes de 2015 dans Toronto Danforth, et l'organisateur de la Ligue de la jeunesse communiste du Canada - Ontario. Drew Garvie, candidat dans York-Sud—Weston, s'est présenté dans cette circonscription en 2019 et en 2015, il a également été candidat dans Guelph en 2011 et en 2008, il est un ancien secrétaire général de la Ligue de la jeunesse communiste du Canada.
Elizabeth Rowley, candidate dans Toronto—Danforth, est la cheffe du Parti communiste du Canada. Elle s'est présentée dans Davenport en 2019, dans Sudbury en 2015, dans Brampton—Springdale en 2011, dans Windsor-Ouest en 2008, Scarborough-Sud-Ouest en 2006 et en 2004, et dans Etobicoke-Nord en 2000.
| Circonscription     | Candidat(e)      | Votes | % | Rang |
| ------------------- | ---------------- | ----- | - | ---- |
| Beaches—East York   | Jennifer Moxon   |       |   |      |
| Guelph              | Tristan Dinesen  |       |   |      |
| Hamilton-Centre     | Nigel Cheriyan   |       |   |      |
| Ottawa-Centre       | Alex McDonald    |       |   |      |
| Ottawa-Sud          | Larry Wasslen    |       |   |      |
| Parkdale—High Park  | Alykhan Pabani   |       |   |      |
| Toronto—Danforth    | Elizabeth Rowley |       |   |      |
| Toronto-Centre      | Ivan Byard       |       |   |      |
| University—Rosedale | Drew Garvie      |       |   |      |

## Québec
JP Fortin, candidat dans LaSalle—Émard—Verdun, s'est présenté dans Hochelaga en 2019. Adrien Welsh, candidat dans Laurier—Sainte-Marie, s'était présenté dans la même circonscription en 2019 et dans Outremont en 2015. Il est un ancien secrétaire général de la Ligue de la jeunesse communiste du Canada.
| Circonscription      | Candidat(e)       | Votes | % | Rang |
| -------------------- | ----------------- | ----- | - | ---- |
| Hochelaga            | Michelle Paquette |       |   |      |
| LaSalle—Émard—Verdun | JP Fortin         |       |   |      |
| Laurier—Sainte-Marie | Adrien Welsh      |       |   |      |

## Saskatchewan
| Circonscription      | Candidat(e)   | Votes | % | Rang |
| -------------------- | ------------- | ----- | - | ---- |
| Saskatoon—University | Jeremy Fisher |       |   |      |